# Trochomeria
Trochomeria é um género botânico pertencente à família Cucurbitaceae.

## Espécies
| - Trochomeria atacorensis - Trochomeria baumiana - Trochomeria brachypetala | - Trochomeria bussei - Trochomeria dalzielii - Trochomeria dasypetala |

1. ↑  «Trochomeria — World Flora Online». www.worldfloraonline.org. Consultado em 19 de agosto de 2020